# Olulis murudensis
Olulis murudensis är en fjärilsart som beskrevs av Louis Beethoven Prout 1926. Olulis murudensis ingår i släktet Olulis och familjen nattflyn. Inga underarter finns listade i Catalogue of Life.